# Piaristická kolej (Kosmonosy)
Piaristická kolej u Nalezení sv. Kříže v Kosmonosích existovala v letech 1688–1786 a dále v Mladé Boleslavi, kam byla z Kosmonos do bývalého kláštera minoritů v roce 1786 přenesena. V Mladé Boleslavi pak piaristé měli klášter a provozovali gymnázium v letech 1786–1950. Budova v Kosmonosích je chráněna jako kulturní památka.

## Historie

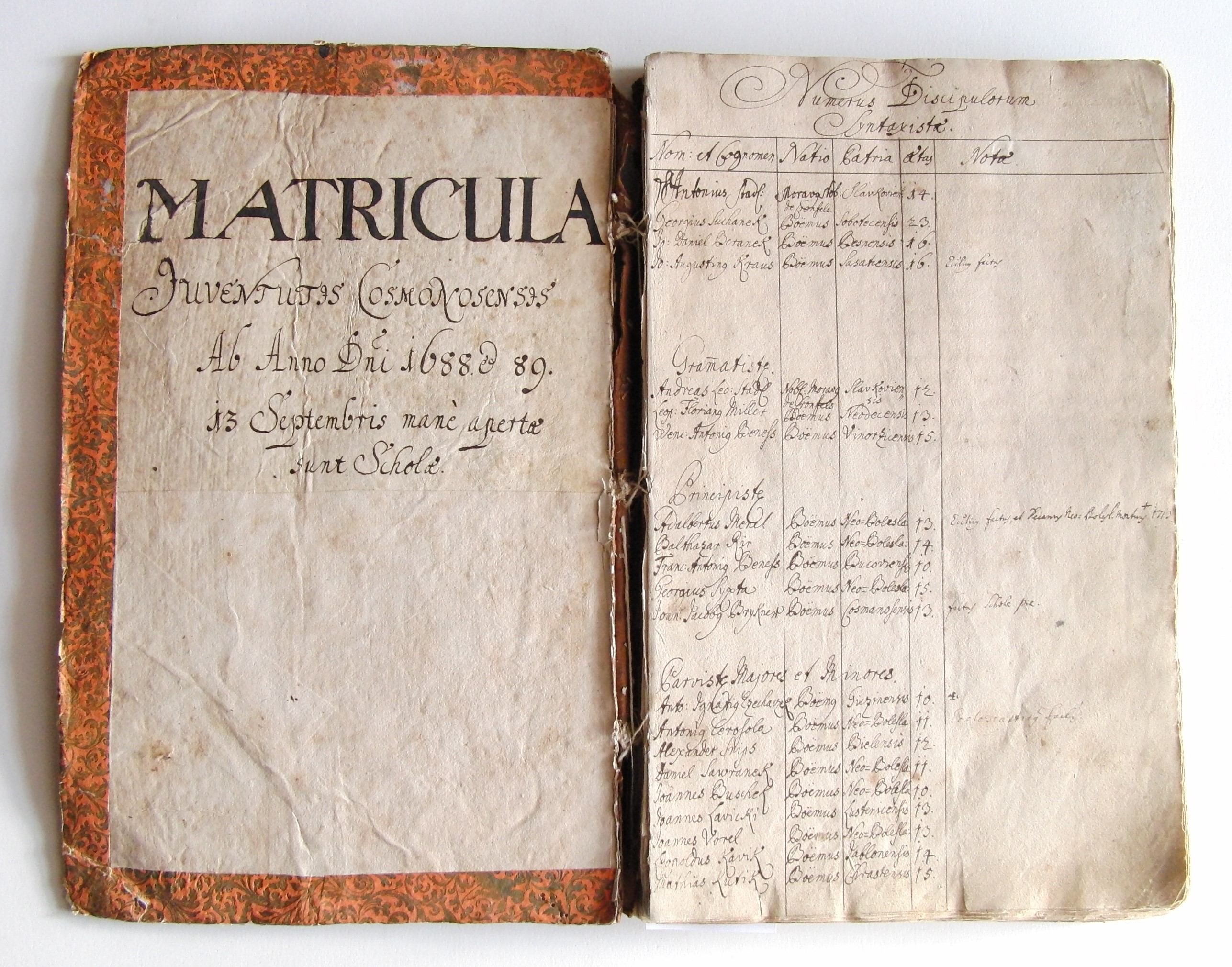
Matrika studentů piaristického gymnázia v Kosmonosích
z let 1688–1717 (SOkA Mladá Boleslav)

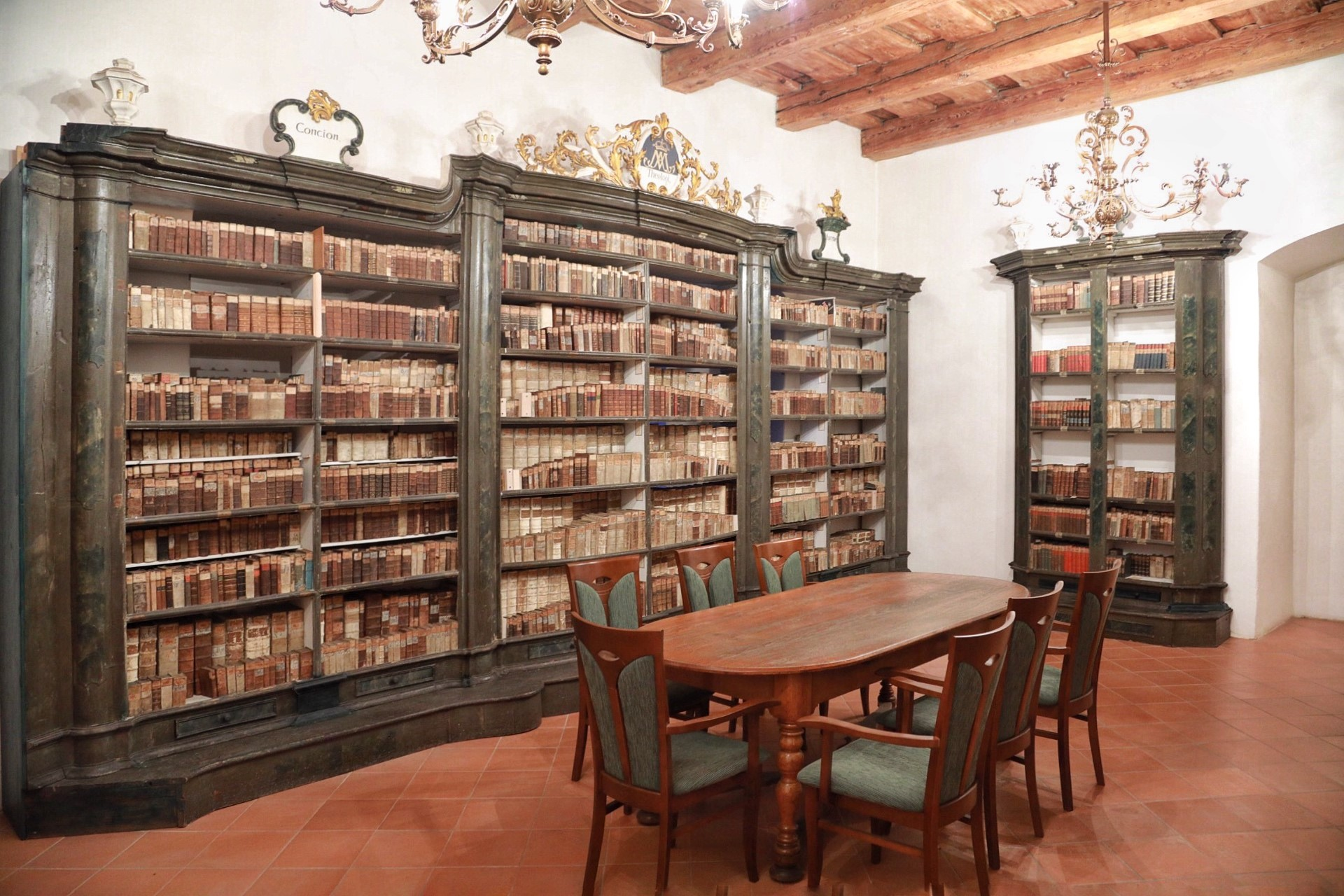
Knihovna koleje v Kosmonosích (SOkA Mladá Boleslav)

### Zřízení rezidence, koleje a gymnázia v Kosmonosích
Hrabě Heřman Černín z Chudenic se roku 1688 rozhodl povolat k řízení příštích latinských škol do Kosmonos piaristy a zřídit při kostele Povýšení sv. Kříže jejich kolej. Již roku 1687 přijeli v této záležitosti do Kosmonos dva piaristé z koleje Zvěstování Panny Marie v Ostrově u Karlových Varů. Byl vypracován projekt a schválen řádovým provinciálem. Kolej u Nalezení sv. Kříže měla mít nejvýše osmnáct (z nich dva bratři-laici) a nejméně dvanáct řeholníků. Kolej se zavázal vydržovat sám zakladatel a jeho potomci. Než byla nová budova koleje postavena, vznikla zatímní rezidence v panském špitále při bývalém farním kostele sv. Martina. Kolej byla dostavěna až roku 1694. Latinská škola však zahájila činnost již 28. srpna 1688 (zprvu čtyři piaristé). Do roku 1693 bylo poměrně málo žáků – méně než 100. Prvním superiorem rezidence se stal P. Kazimír ab Ascensione Domini. Od roku 1694, kdy se piaristé přestěhovali do nové budovy, byla rezidence povýšena na kolej a gymnázium bylo již úplné, tj. pětitřídní.

### Stavba a architektura koleje
Objekt koleje byl postaven F. Ceresolou v letech 1688–1694 podle plánů B. Maderny. Jednalo se o čtyřkřídlý, hladký, původně jednopatrový, od roku 1870 dvoupatrový objekt se středovým dvorem kolem něhož jsou ambity, které jsou v otevřeny v přízemí arkádami. Jižní křídlo za kostelem má nalevo od kostela hlavní portál a na nárožích po stranách chrámu jsou dvě dvoupatrové hranolové věže, které jsou členěné lizénami a završeny cibulovými báněmi.

### Činnost piaristů v Kosmonosích
Nový kostel sv. Kříže postavil tehdy podle plánů italského architekta Francesca Carratiho pražský stavitel D. Augustoni. Budova koleje a gymnázia byla při kostele. Byla v ní i zvláštní divadelní síň a při koleji byla i zahrada s několika altány. Bohatá byla i zdejší knihovna. Až do roku 1769 byla pořádána pravidelná divadelní představení a deklamace. Ve všech byly tance a účinkovaly pěvecké sbory a hudebníci. Pěstování hudby bylo vůbec ve velké oblibě. Představení a hudebních produkcí se pravidelně účastnilo četné obecenstvo. Některé divadelní hry složili a řídili sami studenti. Pak byla divadelní představení podle nového školního řádu zakázána a nahrazena akademiemi. Ale i školní akademie byly roku 1776 zakázány.
Na kolej doléhaly přirozeně i vnější politické události a zvláště rakousko-pruské války. Roku 1767 a 1768 se pak v Kosmonosích konaly velkolepé slavnosti při příležitosti kanonizace sv. Josefa Kalasanského.

### Odchod do Mladé Boleslavi
V době tereziánské a josefínské prošlo i naše školství velkými reformami, jejichž spolutvůrci byli i piaristé. Byly zařazeny nové předměty (dějepis), na gymnázium se přijímalo po přijímací zkoušce a žák musel být alespoň deset let stár, ale současně byla nahrazována latina němčinou.
Již od roku 1761 se začalo jednat o přenesení gymnázia z Kosmonos do Boleslavi, ale měli na něm učit místo piaristů boleslavští minorité. Piaristé se přirozeně bránili a teprve císař Josef II. nařídil roku 1781, aby gymnázium zůstalo v Kosmonosech. Neuplynuly však ani tři roky a císař rozhodnutí změnil. V listopadu 1784 byl zrušen v Mladé Boleslavi minoritský klášter a kosmonoským piaristům bylo nařízeno, aby se i s gymnáziem přestěhovali do tohoto zrušeného kláštera. Tak po 96 letech působení odcházejí piaristé z Kosmonos (27. prosince 1784). Z klášterního kostela sv. Kříže se stal kostel farní a kolej přešla nejprve do majetku minoritů, kteří ji pak roku 1791 prodali F. Leitenbergerovi, který v ní zřídil textilní manufakturu.
V Mladé Boleslavi museli piaristé zpočátku překonat značné potíže. Učilo se zprvu v provizorních místnostech a teprve od roku 1787 bylo zahájeno vyučování v adaptované budově. Vztah mezi městem a kolejí byl značně nevlídný. Vznikla však krize i přímo v koleji při volbě superiora roku 1788. Bylo to v době, kdy se začaly uskutečňovat nové reformy školství, vznikly nové osnovy (dějepis, zeměpis), ale především nastalo poněmčování dosud latinských škol (1786). Jen zvolna se začala rozvíjet práce piaristů v boleslavské koleji, ale přece jen opět nabývalo gymnázium dobrého jména. Nové osnovy na počátku 19. století stanovily i nový školský řád, vyučovací předměty, novou zostřenou kvalifikaci atd. Daly však současně i možnost, aby se od roku 1816 opět mohl používat mateřský český jazyk. Stále se ovšem pěstovala již tradiční hudba.
Pro bohoslužby se používal vedle koleje stojící kostel sv. Bonaventury, který postavili ještě minorité v letech 1675–1711. Před kostelem stály ještě dvě malé kaple.

### Gymnázium v 19. století
Kolej začala v 19. století trpět nedostatkem finančního prostředků a státní bankrot v roce 1811 ji silně poškodil, takže musela být konána ve prospěch koleje celokrajská sbírka. Štědře kolej podpořil v této době litoměřický biskup Chlumčanský. Napoleonské války rovněž silně narušovaly činnost koleje a gymnázia.
V této době však začal rychle stoupat počet žactva (1813–1814 již 206 žáků), takže musel být stanoven maximální počet žáků ve třídě na 80. Doba předbřeznová (do roku 1848) se vyznačovala i v piaristickém gymnáziu stoupajícím zájmem o českou kulturu a dějiny jak mezi profesory, tak i mezi studenty.
V roce 1848 se ustavila i zde studentská legie a týž rok bylo gymnázium prohlášeno za český ústav. To již piaristický řád procházel krizí a trpěl nedostatkem profesorů. Roku 1851 bylo piaristické gymnázium prohlášeno jen za nižší. Vždyť když bylo po dvaceti letech opět zřízeno vyšší gymnázium, neměli již piaristé dostatek sil k vedení ústavu. Poslední piaristický ředitel P. Tiburcius Jaschek odchází roku 1880 a ústav přechází do státní správy.

### Zánik koleje
Budova koleje postupně utichla. Až roku 1899 se podařilo dr. Františku Kordačovi, pozdějšímu pražskému arcibiskupu, že byl v koleji zřízen studentský biskupský konvikt sv. Bonaventury pro české studenty. Ke zřízení konventu vydatně pomohl jak tehdejší rektor boleslavské koleje P. Otmar Šťovíček, tak i litoměřická biskupská konzistoř. Tak piaristé za nových podmínek pokračovali v Mladé Boleslavi dále ve svém díle. Počet členů piaristické koleje se však ve 20. století dále zmenšoval, takže zde nakonec žili maximálně tři piaristé a roku 1950, kdy kolej zanikla, zde byl již jen jediný piarista, rektor P. Cyril K. Žampach.

### Ústav choromyslných
Od roku 1869 se piaristická kolej stala ústavem choromyslných, který dnes nese název Psychiatrická nemocnice Kosmonosy.

### Pokračovatel piaristického gymnázia
Ke vzdělávací tradici gymnázia piaristů se v současné době, na počátku 21. století, hlásí mladoboleslavské gymnázium Dr. Josefa Pekaře.

## Osobnosti školy

### Významní učitelé
- Dominik František Kynský, profesor, piarista, na gymnáziu působil v letech 1806–1809

### Významní studenti (výběr)
- Alois Bubák malíř, na gymnáziu studoval v letech 1838–1843
- Alois Vojtěch Šmilovský, spisovatel, na gymnáziu studoval v letech 1847–1851
- Antonín Jaroslav Vrťátko, spisovatel a knihovník Národního muzea, na gymnáziu studoval v letech 1827–1833
- Antonín Stecker, cestovatel
- Ferdinand Schulz, spisovatel, na gymnáziu studoval v letech 1845–1847
- František Černohouz, kněz a buditel, na gymnáziu studoval v letech 1823–1826
- František Petr Krejčí, světící biskup pražský, na gymnáziu studoval v letech 1809–1813
- František Věnceslav Jeřábek, básník a dramatik, na gymnáziu studoval v letech 1850–1851
- Jan Arnold, známý buditel a lidumil činný zvláště v roce 1848, na gymnáziu studoval v letech 1799–1803
- Jan Nepomuk z Neuberka, archeolog, na gymnáziu studoval v letech 1809–1813
- Josef Hořčice, kněz, odborný spisovatel, na gymnáziu studoval v letech 1810–1814
- Karel Mattuš, politik, na gymnáziu studoval v letech 1849–1851
- Karl Heinrich Seibt, osvícenský kněz a filosof, rektor Univerzity Karlovy na gymnáziu studoval kolem roku 1750
- Václav Alois Svoboda, spisovatel, na gymnáziu studoval v letech 1806–1807
- Václav Frost, pedagog, na gymnáziu studoval v letech 1826–1831
- Václav Josef Picek-Podsvijanský, básníka a buditel, na gymnáziu studoval v letech 1827–1832
- Václav Kára, kněz, děkan a buditel v Mladé Boleslavi
- Václav Krolmus, kněz, spisovatel, archeolog, na gymnáziu studoval v roce 1809
- Věnceslav Raab, kněz, básník a buditel, na gymnáziu studoval v letech 1814–1818
- Vincenc Zahradník, básník a filozof, ceremoniář biskupa Hurdálka, na gymnáziu studoval v letech 1803–1807

a jiní.

## Archivní fond
Archivní fond Piaristické koleje v Kosmonosích je uložen ve Státním okresním archivu Mladá Boleslav.